# Zebrias lucapensis
Zebrias lucapensis is een  straalvinnige vissensoort uit de familie van eigenlijke tongen (Soleidae). De wetenschappelijke naam van de soort is voor het eerst geldig gepubliceerd in 1985 door Seigel & Adamson.
De soort staat op de Rode Lijst van de IUCN als Kwetsbaar, beoordelingsjaar 2009.